# Фра Джованні да Верона
Фра Джованні да Верона (*Fra Giovanni da Verona, бл. 1457  —10 лютого 1525) — італійський художник-мініатюрист, інтарсіст, скульптор, архітектор.

## Життєпис
Син Марко де Такіса. Народився у 1457 або 1458 році. Про його дитинство нічого невідомо. 1475 року Джованні приймає постриг і стає ченцем Фра Джованні в оліветанському монастирі Св. Георгія в Феррарі. 1476 року перебирається до монастиря Монте Олівето Маджоре в Сієні.
У 1477 році фра Джованні зустрічає фра Себастьяно з Ровіго в монастирі Феррари, який став його вчителем різьблення та інтарсії. У 1478—1479 роках мешкав у монастирі Сан Джованні-ін Боско в Болоньї.
1480—1481 роках був послушником в монастирі Санта Марія в Монтеморчіно в Перуджі. 1482 року повертається до сієнського абатства Монте Олівет Маджоре. 1483 року як майстер працює в монастирі бенедектінцев Св. Петра в Перуджі (до 1485 року), водночас працює для жіночого монастиря Св. Юліани в Перуджі. У грудні відвідує Рим, де також отримує замовлення від кардиналів. 1484 року тимчасово виключається з Ордену оліветанців.
1485 року починає роботу над дерев'яними різьбленими хорами-кріслами для Кафедрального Собору Сполето. У грудні 1486 року знову вирушає до Риму. 1488 року фра Джованні повернувся до Верони, поселяється в абатстві Санта Марія ін Органо.
1489 році фра Джованні як скульптор згадується в оліветанському монастирі Святої Олени в Венеції. Працює разом з учителем фра Себастьяно. 1490 року відновлюється в Ордені оліветанців.
1491 року повернувся в Верону до абатства Санта Марія ін Органо, де відкрив школу різьблення та інтарсії. Водночас до 1492 року працює над великим (до 4 м) дерев'яним канделябром для пасхальної свічки.
1494 року починає роботу над дерев'яними різьбленими хорами-кріслами для церкви Санта Марія ін Органо (роботу завершено у 1499 році). Того ж року перебирається до Венеції, де до 1495 року працює над хорами для церкви Святої Олени. 1495 року повертається до верони, де починає працювати над зведенням різниці церкви Санта Марія ін Органо.
У 1500—1501 роках створив табернакль і пюпітр-кафедру для Санта Марія ін Органо. 1501 році перебирається до Сієни, де працює над дерев'яними інструктованими шафами.
1505 року фра Джованні з учнями перебирається до монастиря в Неаполі, де працює над різьбленням і інкрустаціями капели і ризниці церкви Монтеолівето. 1511 року отримує замовлення від папи римського Юлія II щодо створення дверів та облицювання стін у Ватикані, в кімнатах, де підписуються папські укази. Стіни і склепіння цього залу тільки що закінчив розписувати Рафаель. Роботу завершує у 1512 році.
У 1515—1516 роках реалізує проєкт нової бібліотеки в абатстві Монте Олівет Мадджоре в Сієні. 1517 року повертається до Верони. 1519 року починає роботу над різбленими дверима для церкви Лоді, над якими працює до самої смерті з перервами, хоча так й не завершив цієї роботи.
Помер напочатку 1525 року.